# انسداد شرياني

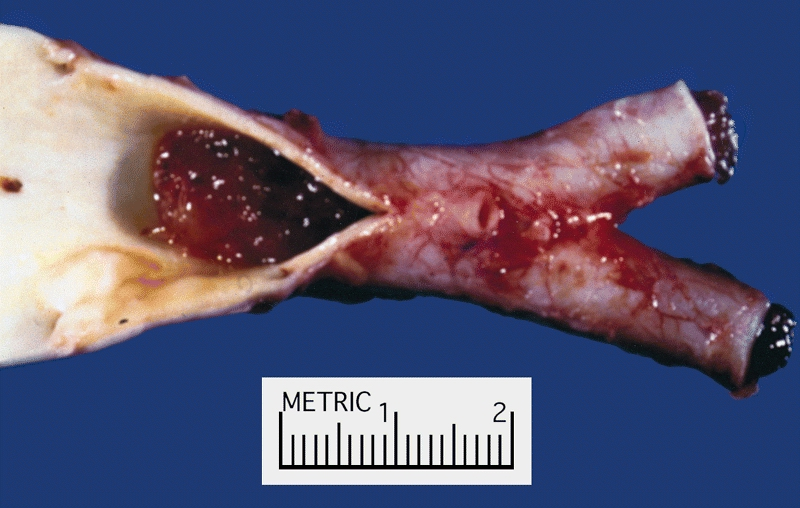
الشريان الرئوي مسدودة بخثرة دموية

الانسداد الشرياني هو الانقطاع المفاجئ لتدفق الدم إلى عضو أو جزء من الجسم بسبب الصمة الملتصقة بجدار الشريان والتي تمنع تدفق الدم، النوع الرئيسي من الصمة هو الخثرة الدموية (الجلطات الدموية). في بعض الأحيان، يُصنف الانصمام الرئوي على أنه انسداد شرياني أيضًا، بمعنى أن الجلطة تتبع الشريان الرئوي الذي يحمل الدم غير المؤكسج بعيدًا عن القلب. ومع ذلك، يُصنف الانصمام الرئوي عمومًا على أنه شكل من أشكال الانسداد الوريدي، لأن الصمة تتشكل في الأوردة. الانسداد الشرياني هو السبب الرئيسي للاحتشاء (والذي قد يكون ناجمًا أيضًا عن ضغط الشرايين أو التمزق أو تضيق الأوعية المرضي).

## العلامات والأعراض
قد تبدأ الأعراض بسرعة أو ببطء حسب حجم الصمة ومقدار منع تدفق الدم. تختلف أعراض الانصمام في العضو باختلاف العضو المصاب ولكنها تشتمل عادةً على ما يلي:
- ألم في الجزء المصاب من الجسم
- تراجع مؤقت في وظيفة العضو

ترتبط الأعراض اللاحقة ارتباطًا وثيقًا باحتشاء الأنسجة المصابة. قد يتسبب هذا في انخفاض دائم في وظائف الأعضاء.
على سبيل المثال، تشتمل أعراض احتشاء عضلة القلب بشكل أساسي على ألم الصدر وضيق التنفس والتعرق (شكل مفرط من التعرق) والضعف والدوار الخفيف والغثيان والقيء والخفقان.
تشتمل أعراض احتشاء الأطراف على البرودة، وانخفاض النبض أو عدم وجود نبض خارج موقع الانسداد، والألم، وتشنج العضلات، والتنميل والوخز، والشحوب وضعف العضلات، من المحتمل أن يصل إلى درجة الشلل في الطرف المصاب.

### المواقع المغطاة بشكل شائع
غالبًا ما تحدث الصمات الشريانية في الساقين والقدمين. قد يحدث بعضها في الدماغ مسببًا سكتة دماغية، أو في القلب مسببًا نوبة قلبية. تشمل المواقع الأقل شيوعًا الكلى والأمعاء والعينين.

## عوامل الخطر
تشمل عوامل الخطر للانسداد الوريدي -وهو السبب الرئيسي للانسداد الشرياني- اضطراب تدفق الدم (مثل الرجفان الأذيني وتضيق الصمام التاجي)، وإصابة أو تلف جدار الشريان، وفرط التخثر (مثل زيادة عدد الصفائح الدموية). يشكل تضيق المترالي خطورة عالية لتكوين الصمات التي قد تنتقل إلى الدماغ وتسبب السكتة الدماغية. يزيد التهاب الشغاف من خطر الإصابة بالانصمام الخثاري بمزيج من العوامل المذكورة أعلاه.
يعد تصلب الشرايين في الشريان الأورطي والأوعية الدموية الكبيرة الأخرى أحد عوامل الخطر الشائعة، لكل من الجلطات الدموية وانصمام الكوليسترول. تعد الأرجل والقدمان مواقع تأثير رئيسية لهذه الأنواع. وبالتالي، فإن عوامل الخطر لتصلب الشرايين هي عوامل خطر للانسداد الشرياني أيضًا:
- سن متقدمة
- تدخين السجائر
- ارتفاع ضغط الدم (ارتفاع ضغط الدم)
- السمنة
- فرط شحميات الدم، على سبيل المثال فرط كوليسترول الدم، وزيادة شحوم الدم، وارتفاع البروتين الدهني (أ) أو البروتين الشحمي ب، أو انخفاض مستويات كوليسترول البروتين الدهني عالي الكثافة
- داء السكري
- نمط حياة غير مستقر
- الإجهاد (التوتر)

تشمل عوامل الخطر المهمة الأخرى للانسداد الشرياني ما يلي:
- الجراحة الحديثة (لكل من الجلطات الدموية والانسداد الهوائي)
- السكتة الدماغية السابقة أو أمراض القلب والأوعية الدموية
- تاريخ من العلاج الوريدي طويل الأمد (للانسداد الهوائي)
- كسر العظام (للانسداد الدهني)

يجعل عيب الحاجز في القلب حدوث الانصمام المتناقض ممكنًا، والذي يحدث عندما تدخل جلطة في الوريد إلى الجانب الأيمن من القلب وتمر عبر ثقب في الجانب الأيسر. يمكن أن تنتقل الجلطة بعد ذلك إلى الشريان وتسبب الانصمام الشرياني.